# Kruberagrottan
Kruberagrottan eller Voronjagrottan är en grotta i Arabikamassivet i Gagrabergen, som är en utlöpare till Stora Kaukasus, i Abchazien i nordvästra Georgien. Med ett djup på 2 191 meter är den världens näst djupaste kända grotta.